# 도큐세이트
도큐세이트(docusate) 또는 도큐세이트 나트륨(docusate sodium, docusate salts), 다이옥틸 설포숙시네이트(dioctyl sulfosuccinate)는 변비 치료에 사용되는 완하제의 하나이다. 대변을 힘겨워하는 아이들에게 좋은 선택제로 간주된다. 입으로나 직장 주입을 통해 적용이 가능하다. 일반적으로 1~3일 간 효력이 있다.
의료제도에 필수적인, 가장 효과적이고 안전한 약물이 나열된 WHO 필수 약물 목록에 등재되어 있다. 일반의약품으로 구매 가능하며, 값은 비싸지 않다.

## 부작용
복통, 설사, 경련 등의 부작용이 있을 수 있다. 이 약물로 인해 심각한 알레르기 반응이 발생할 수 있다. 도큐세이트로 인한 가장 심각한 부작용은 희귀하지만 직장 출혈이 발생할 수 있다.